# Mouthier-Haute-Pierre
Mouthier-Haute-Pierre è un comune francese di 308 abitanti situato nel dipartimento del Doubs nella regione della Borgogna-Franca Contea.

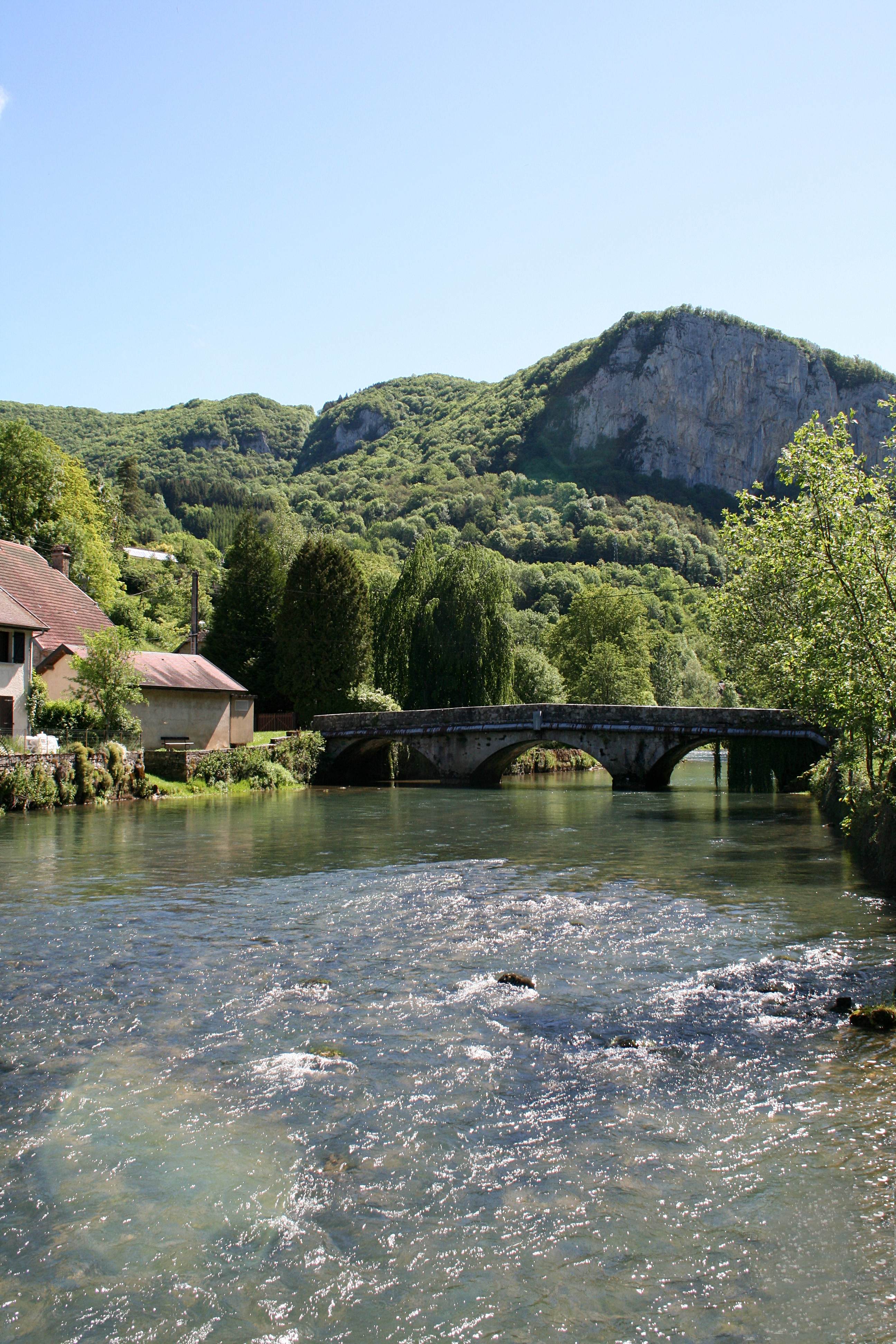
Il ponte sulla Loue e il quartiere della Rue du Pont.

## Società

### Evoluzione demografica
Abitanti censiti